# Osterkapelle (Linderte)

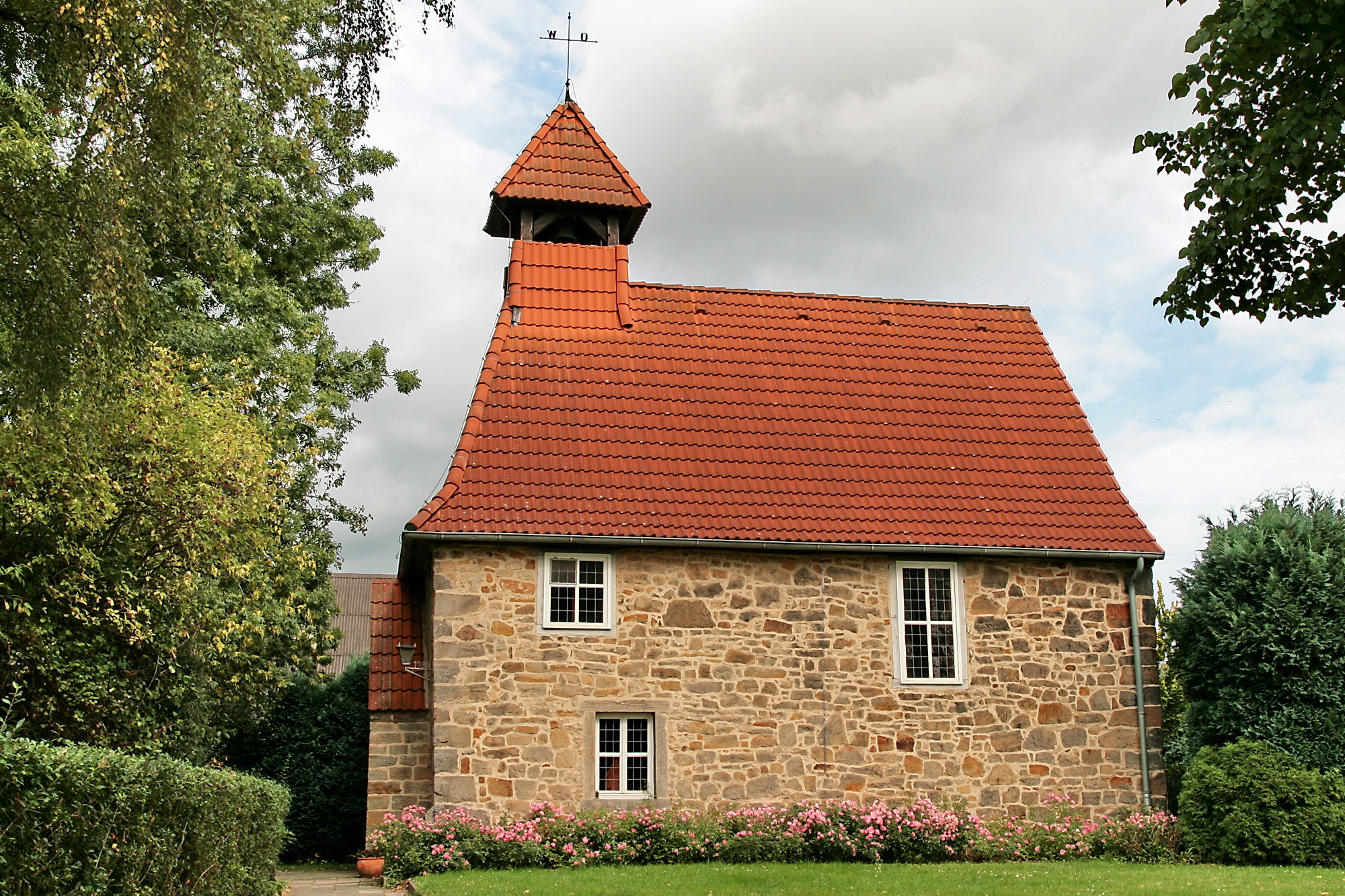
Die 2008 noch namenlose spätere Osterkapelle

Die Osterkapelle, bis in das Jahr 2009 die Kapelle Linderte, ist ein denkmalgeschütztes Kirchengebäude in Linderte, einem Stadtteil von Ronnenberg in der Region Hannover in Niedersachsen. Ihren neuen Namen erhielt sie durch ein modernes Buntglasfenster, das die Auferstehung Christi darstellt.
Mit der ebenfalls denkmalgeschützten benachbarten alten Schule bildet die Kapelle eine Gruppe baulicher Anlagen in der Ortsmitte.
Sie ist die Kapelle der evangelisch-lutherischen Osterkapellengemeinde. Diese gehört zur Gemeinde Versöhnungskirche in Weetzen im Kirchenkreis Ronnenberg der Landeskirche Hannovers.

## Geschichte

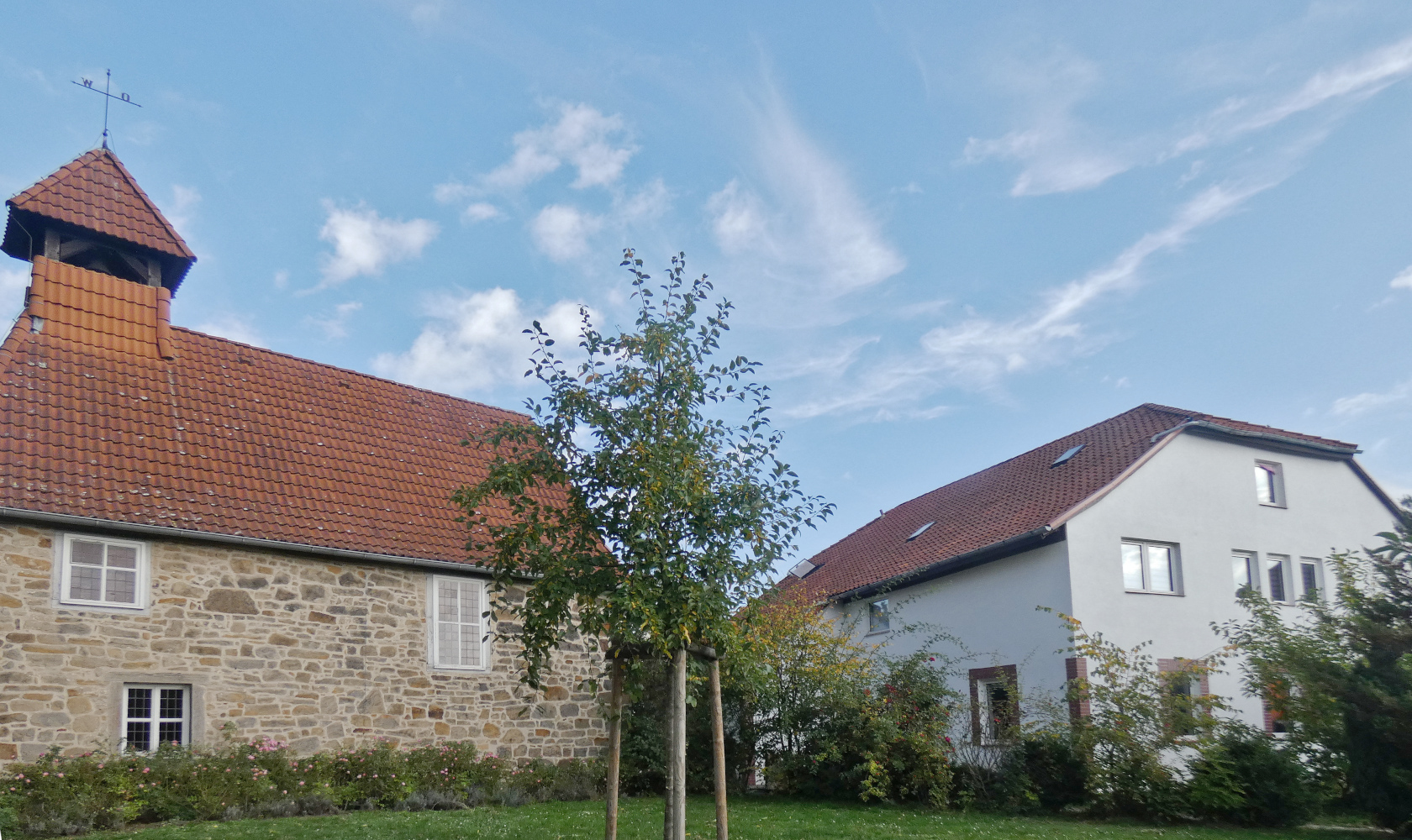
Die Osterkapelle und das Schulhaus

Das Alter der Kapelle ist ungeklärt.
Die Ursprünge gehen bis auf die Gründung der Mutterkirche in Ronnenberg zurück.
Die ursprüngliche Bauweise als Wehrkapelle und die zentrale Lage des Kapellengrundstücks geben vermutlich einen Schätzungsansatz.
In Linderte gab es schon im Jahr 1031 eine Gerichtsstätte. Die Kapelle dürfte wie im Mittelalter üblich an Stelle einer früheren Thingstätte errichtet worden sein.
Möglicherweise war sie Hauskapelle einer in Linderte ansässigen adligen Familie. Die Kapelle war mit Stiftungsmitteln zu ihrem Unterhalt versehen.
Einige erhaltene Teile der Kapelle sind über 700 Jahre alt.
Zur Zeit der Einführung der Reformation im Fürstentum Calenberg um das Jahr 1543 gab es in Linderte eine zur Michaeliskirche in Ronnenberg eingepfarrte Kapelle.
In den Visitationsprotokollen aus dieser Zeit nach der Reformation wurden lediglich die Abgaben der Kapelle vermerkt, in späteren Jahren wurde sie nicht mehr erwähnt.
In der Kapelle fanden eher selten Gottesdienste statt. Sie diente aber den Bewohnern von Linderte zur Verteidigung und als Schutzraum und blieb darum erhalten.
Seit etwa dem Jahr 1700 gab es in Linderte eine Schule. Zu den Aufgaben des Lehrers gehörte die kirchliche Erziehung der Kinder und das Abhalten von Betstunden in der somit wieder genutzten Kapelle.
Im Jahr 1825 wurde auf dem Grundstück östlich der Kapelle ein neues gemeinsames Schulhaus für Linderte und das Nachbardorf Vörie errichtet. Die Schulgemeinschaft bestand bis 1958. Als der Schullehrer Leser durch die Feuersbrunst 1824 sein gesamtes Hab und Gut verlor, wurde eine Kollekte für ihn genehmigt,
1830 musste das Dach der Kapelle repariert werden. Dabei stellte sich ein größerer Schaden heraus, bei dessen Reparaturkosten die bewilligten 49 Taler und 22 Groschen fast um das Doppelte überschritten werden mussten. Das führte zu einem längeren Briefwechsel zwischen der Dorfschaft und der Kirchenbehörde.
Bei der Trennung von Staat und Kirche nach dem Ersten Weltkrieg kam das Schulhaus gegen eine finanzielle Entschädigung in öffentliche Hand. Nach Inflation und Zweitem Weltkrieg verblieben der Gemeinde die Kapelle und das angrenzende Grundstück des alten Vörier Friedhofs.
Die Kapellengemeinde gehörte pfarramtlich jahrhundertelang zur Kirche in Ronnenberg. Seit 1963 gehört sie zur damals ausgegründeten Kirchengemeinde Weetzen.

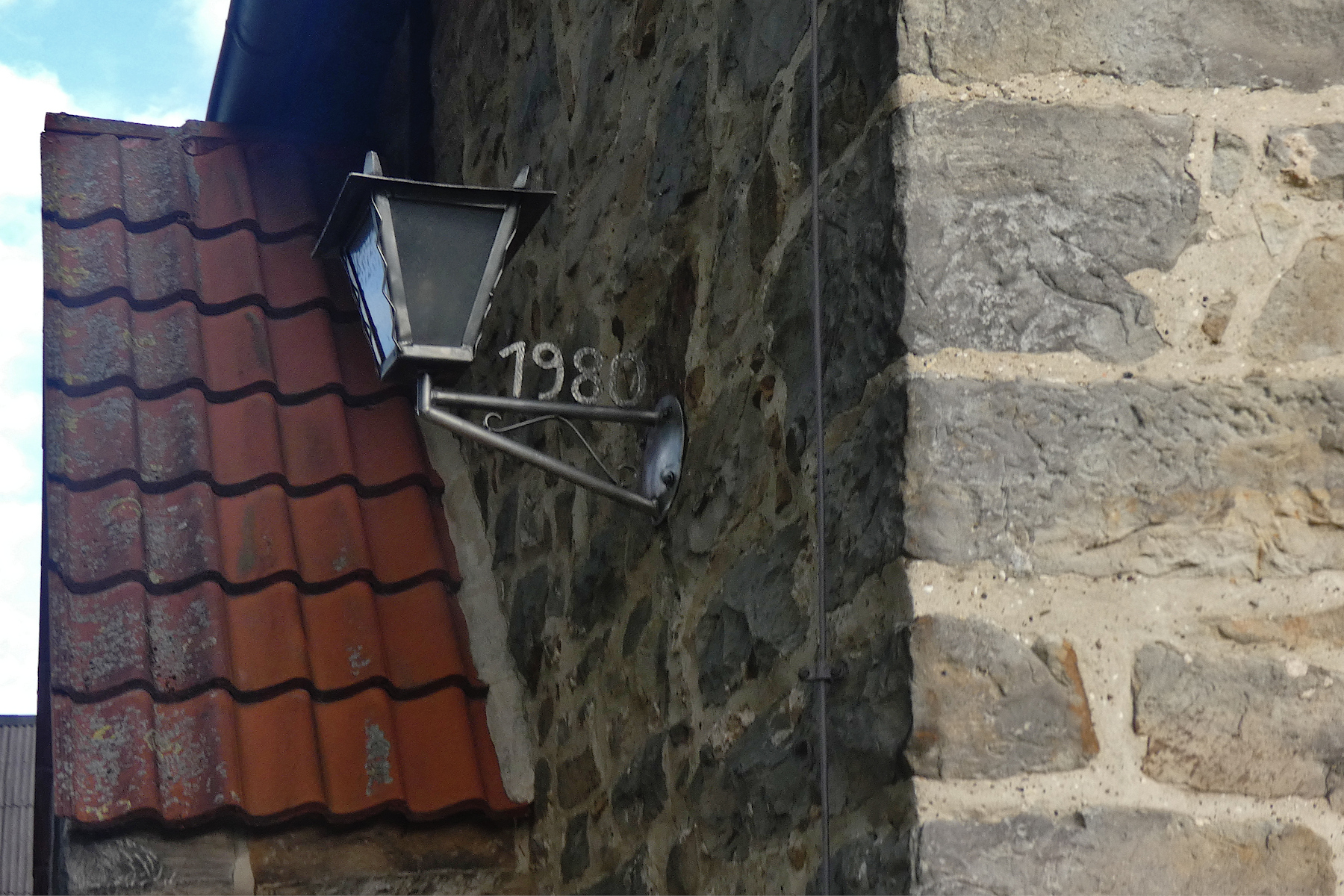
Bei der Südwestecke angebrachte Zahl 1980

Um das Jahr 1914 und nochmals ab 1978 wurde die Kapelle Linderte umfassend renoviert. Die Jahreszahl „1980“ ziert eine danach montierte Lampe.
Am Ostermontag des Jahres 2009 wurde als Beitrag zur Identitätsstiftung der bis damals namenlosen Kapelle der bereits inoffiziell auf Grund ihrer Ausschmückung gebräuchliche Name Osterkapelle verliehen.

## Beschreibung

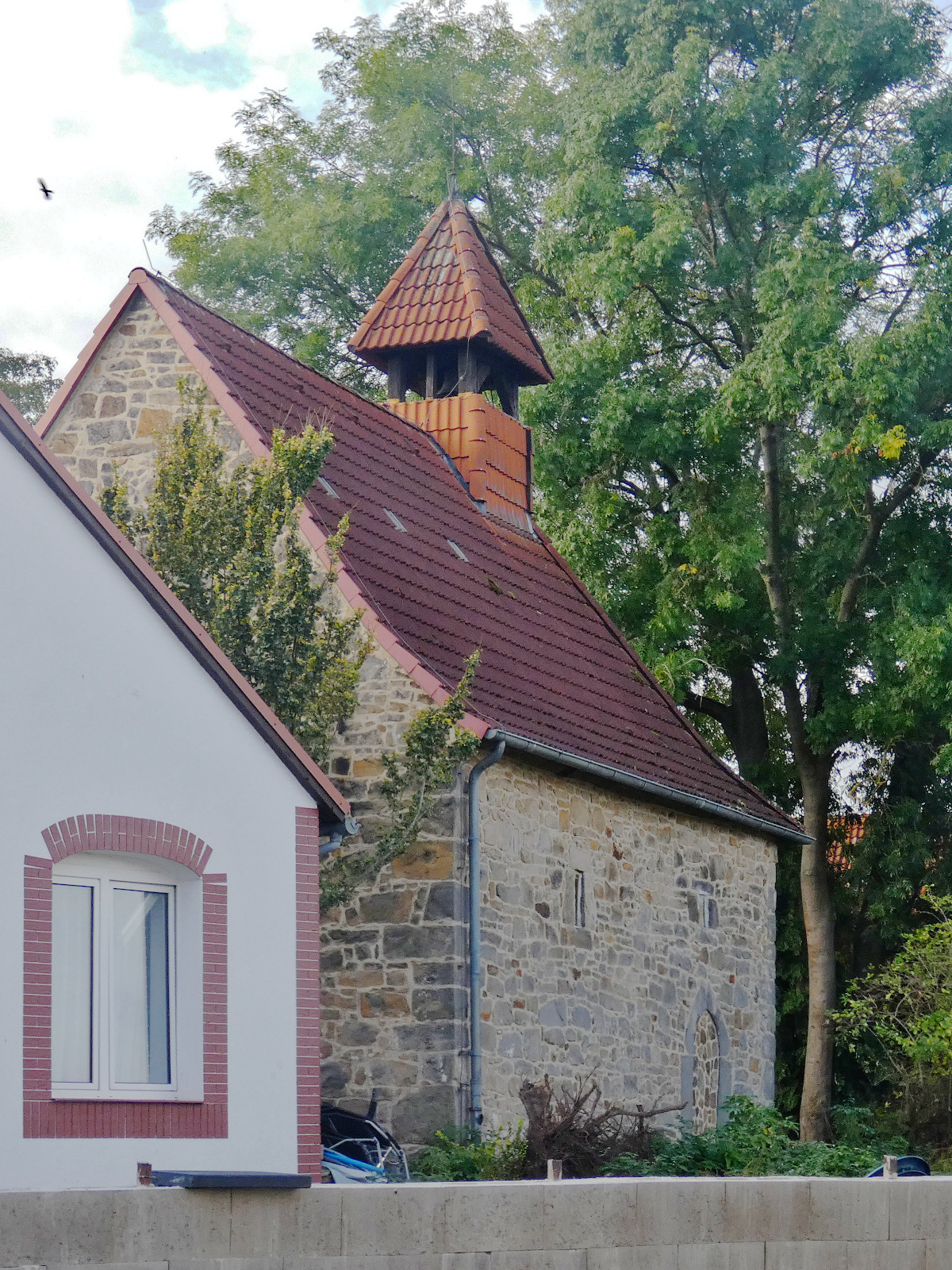
Die Kapellennordseite

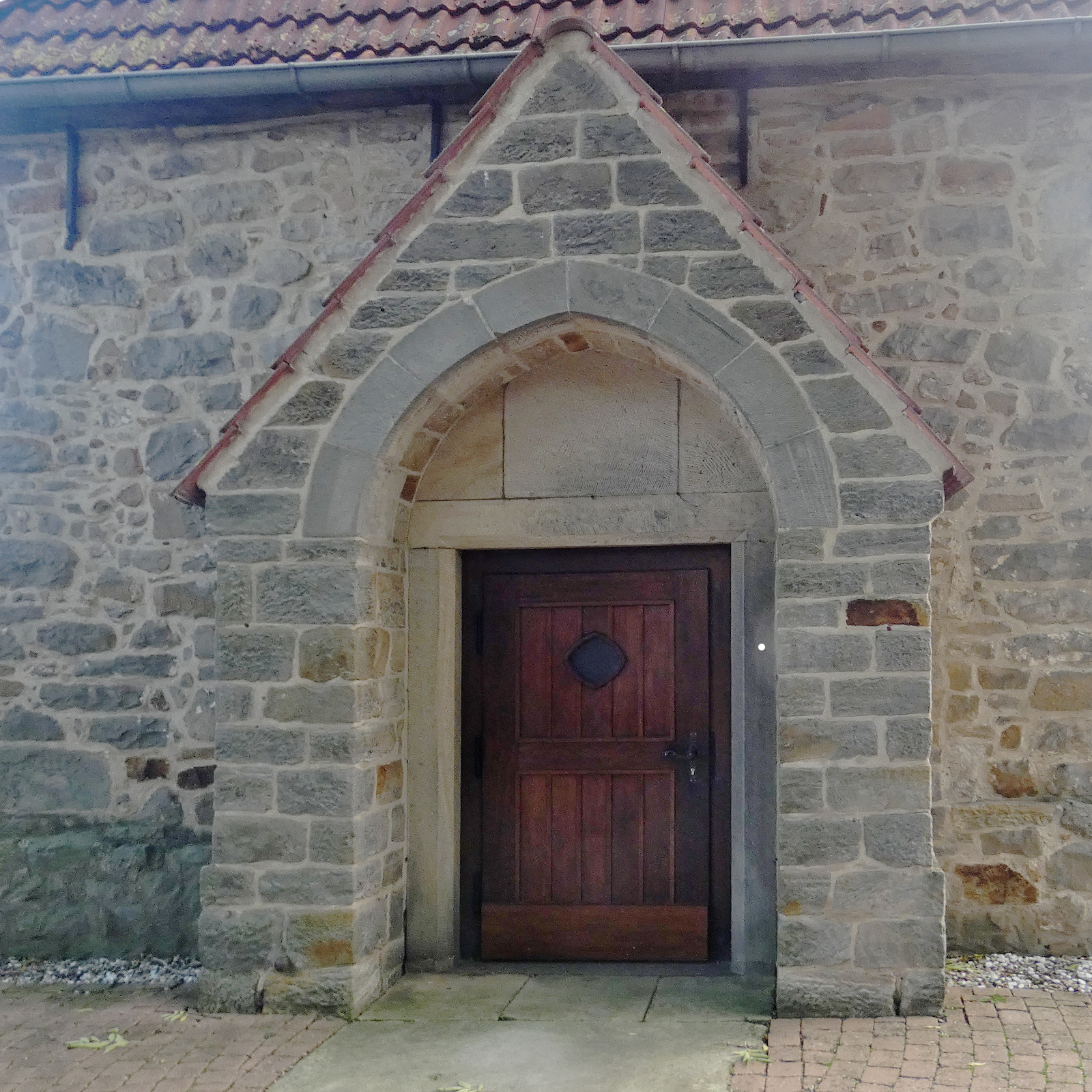
Das 1915 vorgebaute Westportal

Die aus Wealdensandstein errichtete kleine Kapelle steht auf den höchsten Punkt der Ortslage.
Die einfache, rechteckige Kapelle ist aus Bruchsteinen mit Eckquadern errichtet. Sie hat eine Außenlänge von 10,5 m und eine Breite von 6,9 m.
Lediglich an der Westseite hat das Gebäude einen Sockel mit großer Fase.
Bei der Renovierung im Jahr 1978 wurde in Eigenarbeit von Gemeindemitgliedern der Putz von den bis dahin verputzten Außenwänden abgeschlagen. Die Sandsteine dahinter wurden neu verfugt und blieben freigelegt.
Der Eingang mit einem spitzgiebeligen, flachen Vorbau an der Westseite wurde bei der grundlegenden Renovierung der Kapelle in den Jahren 1914 und 1915 errichtet. Der bis dahin genutzte spitzbogige Eingang an der Nordseite wurde vermauert.
Hochgelegen an der Nordfassade gibt es ein, Ende des 19. Jahrhunderts noch zwei kleine, rechteckige Fensterchen, wohl aus der Ursprungsbauweise des Gebäudes.
Die winzigen Öffnungen könnten einst als Schießscharten gedient haben.
Ein Fenster am Ostgiebel wies Ende des 19. Jahrhunderts noch Reste von früherem Maßwerk und Hohlkehlenprofil auf.
Die drei größeren rechteckigen Fenster an der Südseite waren vermutlich später eingefügt worden.
Der Ostgiebel der Kapelle ist massiv, der Westgiebel ist abgewalmt.
Das Walmdach ist mit Dachpfannen gedeckt. Auf dem westlichen Dachfirst trägt es einen kleinen, rechteckigen Dachreiter.
In der Kapelle gab es einfache hölzerne Emporen an der Nord- und Westseite. Die Holzbalkendecke war mit Brettern verkleidet.

## Ausstattung

### Altar
Ein alter Altar aus der Zeit um 1900 wurde bei der Renovierung 1978 abgebrochen und durch einen neuen, gemauerten Altar ersetzt.
Ein um 1900 an der Kunstgewerbeschule Hannover kunstvoll gesticktes Antependium wird nur an Festtagen aufgehängt.
Auf dem Altar stehen zwei im Jahr 1936 von einer alteingesessenen Familie gestiftete Bronzeleuchter.
Der Leuchter über dem Lesepult ist der Nachbau eines Leuchters aus der Schlosskirche Hannover.
Über dem Altar ist ein großes Buntglasfenster eingebaut.
Das vermutlich um 1960 eingesetzte Fenster aus der Werkstatt des Glasmalers Werner Brenneisen zeigt die Ostergeschichte. Durch seine Position in der Blickachse über dem Altar dominiert es den ersten Eindruck der Kapelle.

### Schiff
Bei der Renovierung im Jahr 1914 wurde das ganze Kirchenschiff ausgemalt. Bei der Renovierung im Jahr 1978 wurden Teilbereiche mit einer Holzverkleidung versehen. Damit wurden auch durch bröckelnden Putz beschädigte Teile der Malerei verdeckt. Die Schäden wurden untersucht und gesichert, aus Kostengründen unterblieb bislang eine Renovierung.
Schon 1899 wurden in der Kapelle zwei Kronleuchter aus Messing als Kunstdenkmäler aufgeführt.
1978 wurden die Kirchenbänke außer der letzten Bank und denen auf der Empore durch Stühle ersetzt.

### Orgel
Bis 1978 gab es in der Kapelle ein altes Harmonium. Es wurde ausgebaut und durch ein elektronisches Instrument ersetzt, dessen Klang und Zuverlässigkeit nicht überzeugten.
Seit dem Jahr 2002 ist in der Kapelle ein von dem Orgelbauer Erwin Massow geschaffener originalgetreuer Nachbau einer bayrischen Barockorgel eingebaut.

### Glocke
Im Dachreiter hängt eine im Jahr 1758 von Johann Heinrich Christoph Weidemann in Hannover gegossene Glocke. Sie hat einen Durchmesser von 47 cm. Die Glocke trägt am Hals die Inschrift

„Lobet ihn mit seinen Cimbeln – Christofer Henges
Lobet ihn mit wohlklingenden Cimbeln – Jobt Heinr. Knige
An Gottes Segen ist allen gelegen.“

Am Glockenkranz steht:

„Joh. Heinr. Christ. Weidemann. Goss. Mich. In Hannover. 1758“

### Friedhof

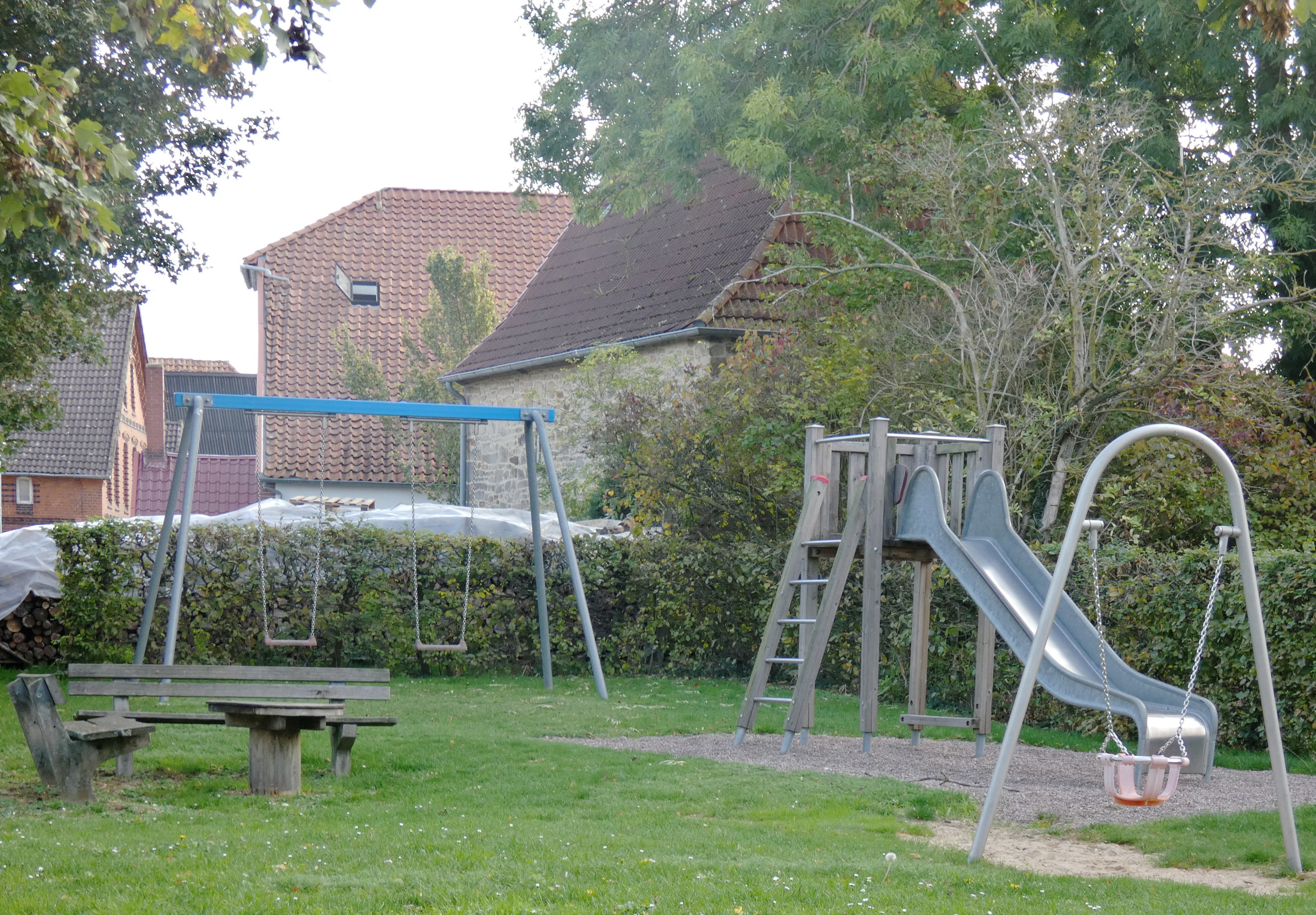
Das Gelände des alten Friedhofs wurde zum Kinderspielplatz

Lange Zeit zogen die Linderter ihre Leichenwagen über Roloven und das Gut Bettensen zur Michaeliskirche in Ronnenberg. Als der Adelssitz Bettensen im 18. Jahrhundert „Sperrgeld“ erhob, kam es zu einem jahrelangen Streit. 1751 erhielten die Linderter schließlich vom Konsistorium die Genehmigung, ihre Toten auf dem Kapellen-Friedhof in Linderte zu beerdigen, Die Gemeinde Vörie erhielt dieselbe Erlaubnis auf dem westlichen Teil des Friedhofs, während die Gemeinde Linderte den östlichen Teil bekam. Inzwischen dient das Grundstück des alten Friedhofs nordwestlich der Kapelle als Kinderspielplatz.
Der neue Friedhof an der Lüderser Straße entstand in der zweiten Hälfte des 19. Jahrhunderts. Auf dem 0,4 Hektar großen, als Grünanlage denkmalgeschützten Gelände gab es 2019 über 600 Grabstellen.
Für Trauerfeiern hat der von der Stadt Ronnenberg verwaltete Friedhof Linderte eine eigene Friedhofskapelle.

## Gottesdienste
In der Kapelle gab es jahrhundertelang keine oder nur wenige Gottesdienste pro Jahr. Im 18. Jahrhundert gab es nur Gottesdienste an den ersten Feiertagen der großen kirchlichen Feste. Im 19. Jahrhundert gab es auch Gottesdienste an Heiligabend und Silvester.
Nach 1945 gab es zunächst wöchentliche Sonntagsgottesdienste, bei denen der Überlieferung nach die Sitzplätze in der Kapelle nicht ausreichten. Später fanden nur noch alle zwei Wochen und seit 2000 nur noch einmal im Monat ein Sonntagsgottesdienst in Linderte statt. Zusätzlich gibt es seitdem auch Kindergottesdienste.
Einmal im Jahr wird ein Freiluftgottesdienst an der Linderter Wolfsbergquelle abgehalten. Aus dieser Quelle stammt zudem das Taufwasser in der Osterkapelle.